# 包括適応度
包括適応度（ほうかつてきおうど、英: Inclusive fitness）とは進化生物学において、1964年にウィリアム・ドナルド・ハミルトンによって定義された進化的成功の2つの指標の1つである。
- 個人適応度とは、個体が生み出す子孫の数（誰が救助・育成・支援するかに関わらず）を指す
- 包括適応度とは、個体がその行動を通じて育成、救助、またはその他の方法で支援する子孫相当数（誰が生み出すかに関わらず）を指す

## 解説
個体自身の子供は、個体の遺伝子の半分を持っているため、1人の子孫相当と定義される。個体の遺伝子の1/4を持つ兄弟の子供は、1/2の子孫相当である。同様に、個体の遺伝子の1/16を持ついとこの子供は、1/8の子孫相当である。
遺伝子の観点から見ると、進化の成功は最終的に、個体群内に自分自身のコピーを最大限残すことにかかっている。ハミルトンの研究以前は、遺伝子がこれを達成するのは、それが占める個体によって生み出される生存可能な子孫の数を通じてのみであると一般に考えられていた。しかし、これは遺伝子の成功についてのより広範な考察を見落としていた。最も明らかなのは、個体の大多数が（自分自身の）子孫を生み出さない真社会性昆虫の場合である。

## 概要
英国の進化生物学者ウィリアム・ドナルド・ハミルトンは、個体群の他のメンバーが自分の遺伝子を共有している可能性があるため、遺伝子はその遺伝子を持つ他の個体の繁殖と生存を間接的に促進することによっても、その進化的成功を高めることができることを数学的に示した。これは、「血縁理論」、「血縁選択理論」、または「包括適応度理論」と呼ばれる。このような個体の最も明白なカテゴリーは近親者であり、これらが関係する場合、包括適応度理論の適用は、より直接的に血縁選択説を通じて扱われることが多い。ハミルトンの理論は、互恵的利他主義とともに、自然界における社会的行動の進化の2つの主要なメカニズムの1つと考えられており、一部の行動は遺伝子によって支配され、したがって将来の世代に受け継がれ、生物が進化するにつれて選択される可能性があるとする社会生物学の分野に大きく貢献した。
ベルディングジリスはその一例で、捕食者の存在を警告するために地域集団に警戒の鳴き声を上げる。警戒の鳴き声を発することで、自分の居場所を知らせ、自分自身をより危険にさらすことになる。しかし、その過程で、地域集団内の親族（および集団の他のメンバー）を保護することができる。したがって、警戒の鳴き声に影響を与える形質の効果が通常、周辺のほかのリスを保護する場合、その形質は、リス自身の繁殖によって残せる数よりも多くの警戒の鳴き声の形質のコピーを次の世代に残すことにつながる。このような場合、共有された遺伝子の十分な割合が警戒の鳴き声の素因となる遺伝子を含んでいれば、自然選択は警戒の鳴き声に影響を与える形質を増加させる。
真社会性エビであるユウレイツノテッポウエビは、その社会的特性が包括適応度の基準を満たす生物の一つである。大型の防衛個体は、コロニー内の若い幼体を外敵から守る。若い個体の生存を確保することで、遺伝子は将来の世代に引き継がれ続ける。
包括適応度は、共有遺伝子が同一の祖先由来であることを必要とする厳密な血縁選択説よりも一般化されている。包括適応度は、「血縁」（近親者）が関与する場合に限定されない。

## ハミルトンの法則
社会生物学の文脈において、ハミルトンは、包括適応度が利他行動の進化のメカニズムを提供すると提唱した。彼は、これにより自然選択は、包括適応度の最大化と相関する行動をとる生物を優先すると主張した。利他的行動を促進する遺伝子（または遺伝子複合体）が他の個体にも自分のコピーを持っている場合、それらの個体の生存を助けることで、遺伝子が受け継がれることが保証される。
ハミルトンの法則は、利他的行動の遺伝子が個体群内で広がるかどうかを数学的に表現している。
{\displaystyle c<rb\ }
ここで、
- {\displaystyle r\ }は、利他的遺伝子を共有する個体の、個体群平均を上回る確率であり、一般的に「血縁度」と見なされる。
- {\displaystyle b\ }は、利他的行動の受け手の繁殖上の利益であり、
- {\displaystyle c\ }は、利他主義者の繁殖上のコストである。

ガードナーら（2007）は、ハミルトンの法則は多座位モデルに適用できるが、それは研究の出発点ではなく、理論を解釈する時点で行うべきだと示唆している。彼らは、「標準的な集団遺伝学、ゲーム理論、またはその他の方法論を用いて、問題の社会的形質が選択によって有利になる条件を導き出し、その結果を概念化するためにハミルトンの法則を補助として使用する」ことを提案している。

## 利他主義
この概念は、自然選択が利他主義をどのように永続させることができるかを説明するのに役立つ。もし、親族とその子孫に対して有益で保護的な行動をとるよう生物の行動に影響を与える「利他主義遺伝子」（または遺伝子複合体）があれば、この行動はまた、共通の祖先により、親族は利他主義者と遺伝子を共有する可能性が高いため、集団内の利他主義遺伝子の割合を増加させる。形式的には、このような遺伝子複合体が生じた場合、ハミルトンの法則（rbc）は、そのような形質が集団内で頻度を増加させるための選択基準（コスト、利益、血縁度の観点から）を指定する。ハミルトンは、包括適応度理論は、ある種が必ずしもそのような利他的行動を進化させるとはそれ自体では予測しないと指摘した。そもそも、あらゆる社会的相互作用が起こるためには、個体間の相互作用の機会やコンテクストがより主要かつ必要な要件だからである。ハミルトンが述べたように、「利他的行為または利己的行為は、適切な社会的対象が利用可能な場合にのみ可能である。この意味で、行動は最初から条件付きである」。言い換えれば、包括適応度理論は利他的形質の進化に必要な一連の基準を指定するが、特定の種におけるそれらの進化に十分な条件を指定するものではない。より主要な必要条件には、上述のように、遺伝子プール内の利他的形質のための遺伝子複合体の存在、特にハミルトンが指摘したように、「適切な社会的対象が利用可能である」ことが含まれる。アメリカの進化生物学者ポール・W・シャーマンは、ハミルトンの後者の点についてより詳しく議論している。
あらゆる種のネポティズムのパターンを理解するには、個体の行動に関する2つの問題を考慮しなければならない。(1) 生殖上理想的なものは何か、(2) 社会的に可能なものは何か。ハミルトンは、「包括適応度」の定式化により、(1)に答える数学的方法を提案した。ここでは、(2)への答えは、人口統計学、特にその空間的構成要素である分散と、その時間的構成要素である死亡率に依存すると示唆する。生態学的状況が人口統計学に影響を与え、社会的に可能にする場合にのみ、ネポティズムは生殖上理想的なものに従って精緻化される。例えば、分散が有利で、通常は親族を永久に分離するならば、多くの鳥類で、巣仲間やその他の近親者が稀に近くに住んでいる場合、彼らは優先的に協力しないだろう。同様に、個体群や種の進化の歴史の中で、親族が頻繁に共存していなかった場合、ネポティズムはそれらの親族の間で精緻化されないだろう。動物の生活史の特徴が通常、特定の親族の存在を排除する、つまり親族が通常利用できない場合、そのような親族が稀に共存しても優先的な扱いは行われない。例えば、温帯地域の多くの昆虫のように、生殖個体が通常、接合子が形成された直後に死ぬ場合、子孫と相互作用するために生き残る珍しい個体は、親としての行動をとることは期待されない。
いくつかの種で同胞食殺が起こることは、包括適応度理論が、遺伝的に関連する個体が必ずしも遺伝的親族を認識し、それに対して積極的な社会的行動をとるとは単純に予測できないことを強調している。遺伝子プールに適切な形質を持ち、自然条件下で通常、遺伝的親族と相互作用していた種においてのみ、社会的行動は潜在的に精緻化され、したがって、その種のグループ形成コンテクストの進化的に典型的な人口統計学的構成を考慮することは、包括適応度に対する選択圧がその社会的行動の形態をどのように形作ったかを理解する第一歩となる。リチャード・ドーキンスは簡略化した例を示している。
もし家族[遺伝的親族]がたまたまグループで行動するならば、この事実は血縁選択のための便利な経験則を提供する。「よく見かける個体の世話をする」。
霊長類やその他の社会的哺乳類を含む様々な種からの証拠は、文脈上の手がかり（親密さなど）が、参加者が実際に常に遺伝的親族であるかどうかに関係なく、利他的行動の表出を媒介する重要な近接メカニズムであることを示唆している。それでも、選択圧は典型的な条件に作用し、実際の遺伝的血縁度が通常遭遇するものと異なる稀な場合には作用しないため、これは進化的に安定している。したがって、包括適応度理論は、生物が遺伝的親族に利他主義を向けるように進化することを意味しない。しかし、多くの一般向けの解説は、レビューで示されているように、この解釈を促進している。
多くの誤解が残っている。多くの場合、それらは「血縁係数」と「共有遺伝子の割合」を混同した結果であり、直感的には魅力的だが誤った解釈、つまり「動物は多くの遺伝子を共有する相手に利他的になる傾向がある」へ一歩踏み込んでいる。これらの誤解は時折持ち上がるだけでなく、利他主義への進化的アプローチを説明するセクション内の社会心理学分野の本を含む多くの著作物で繰り返されている。(Park 2007, p860)
このような利他主義の研究に対する包括適応度の意味の誤解は、理論を利用している専門の生物学者の間でさえ広まっており、著名な理論家に定期的に誤りを指摘し、明確にするよう促している。明確化の試みの一例は、ウェストら（2010）である。
包括適応度理論に関する最初の論文で、ハミルトンは、利他的行動を促進するのに十分な高い血縁度は、血縁識別または分散の制限という2つの方法で蓄積される可能性があると指摘した。分散の制限の可能な役割については膨大な理論的文献があり、これらのモデルの実験的進化テストもある。しかし、それにもかかわらず、血縁選択には血縁識別が必要だと主張されることがある。さらに、多くの著者が、血縁識別は親族に利他的行動を向ける唯一のメカニズムであると暗黙のうちに、または明示的に想定しているようだ......協力の説明として分散の制限を再発明する論文の巨大な産業がある。これらの分野での誤りは、血縁選択または間接的適応度の利益には血縁識別が必要だという誤った仮定（誤解5）に起因しているようだ。ハミルトンが包括適応度理論に関する最初の論文で分散の制限の潜在的役割を指摘したにもかかわらず。

## 緑髭効果
遺伝的血縁関係の信頼できるコンテクストでの相互作用だけでなく、利他主義者は無関係な個体の利他的行動を認識し、それらを支持する傾向があるかもしれない。ドーキンスが利己的遺伝子と拡張された表現型で指摘しているように、これは緑髭効果と区別されなければならない。
緑髭効果とは、遺伝子（またはいくつかの密接にリンクした遺伝子）の作用で、
1. 表現型を生み出す。
2. その表現型を他者に認識させる。
3. 同じ遺伝子を持つ他の個体を優先的に扱うよう個体に促す。

緑髭効果は、もともと1964年の包括適応度に関するハミルトンの出版物で考案された思考実験だったが、当時はまだ観察されていなかった。今日では、数種でしか観察されていない。その希少性は、おそらく「cheating」に対する感受性によるもので、そこでは個体は利他的行動なしに、その利点を与える形質を得ることができる。これは通常、頻繁に起こる染色体の乗り換えによって起こり、緑髭効果を一時的な状態にすることが多い。しかし、ワンらは、この効果が一般的な種の1つ（ヒアリ）では、大規模な遺伝子転座のため組換えが起こらず、本質的に超遺伝子を形成することを示した。これは、緑髭遺伝子座でのホモ接合体の生存不能とともに、緑髭効果の長期的な維持を可能にする。
同様に、優先的処理のメカニズムと表現型が本質的に結びついている場合、チーターは緑髭集団に侵入できないかもしれない。出芽酵母（Saccharomyces cerevisiae）では、優性対立遺伝子FLO1は、エタノールなどの有害物質から細胞を保護するのに役立つフロック形成（細胞間の自己接着）を担っている。「チーター」酵母細胞が時折FLO1発現酵母から形成されるバイオフィルム様物質に紛れ込むことはあるが、FLO1発現酵母が見返りにそれらに結合しないため、侵入することはできず、したがって表現型は本質的に選好性と結びついている。

## 親子間葛藤と最適化
包括適応度理論の初期の著作（Hamilton 1964を含む）では、B/Cの代わりにKが使用された。したがって、ハミルトンの法則は次のように表された。
{\displaystyle K>1/r}
これが利他主義の選択のための必要十分条件である。
ここで、Bは受益者の利得、Cは行為者のコスト、rは行為者が受益者の子孫の1つに期待する自分自身の子孫相当数である。rは血縁係数または関係係数のいずれかと呼ばれ、その計算方法によって異なる。計算方法は時間とともに変化し、用語も変化した。用語の変更が計算の変更に従ったかどうかは明確ではない。
ロバート・トリヴァース（1974）は、次の場合を「親子間葛藤」と定義した。
{\displaystyle 1<K<2}
すなわち、Kは1から2の間である。利益はコストよりも大きいが、コストの2倍未満である。この場合、親は子が兄弟姉妹間でrが1であるかのように振る舞うことを望むが、実際にはrは1/2または1/2に近似していると推定される。言い換えれば、親は子が11人のおい・めいを育てるために10人の子を諦めることを望む。親に操作されていない子は、自分の10人の子を犠牲にするために、少なくとも21人のおい・めいを必要とする。
親は孫の数を最大化しようとしているのに対し、子は自分自身の子孫相当数（子とおい・めいを介して）の数を最大化しようとしている。親が子を操作できず、したがって葛藤に負ける場合、孫の数が最も少ない祖父母が選択されているように見える。言い換えれば、親が子の行動に影響を与えない場合、孫の数が少ない祖父母の頻度が集団内で増加する。
これを拡張すると、子の数が最も少ない親の頻度も増加する。これは、ロナルド・フィッシャーの「自然選択の基本定理」に反するように思われる。この定理は、1世代の経過に伴う適応度の変化は、その世代の開始時点での適応度の分散に等しいと述べている。分散は量の2乗（標準偏差）として定義され、2乗は常に正（またはゼロ）でなければならない。これは、時間が経過しても適応度が決して減少しないことを意味する。これは、より低い適応度が選択されることはないという直感的な考えに沿っている。親子間葛藤の間、育てられた子孫相当数あたりの育てられた非血縁者相当数は減少している。この現象を考慮して、オーロヴ（1979）とグラフェン（2006）は、何も最大化されていないと述べた。
トリヴァースによれば、ジークムント・フロイトがハミルトンの後ではなく前に家族内葛藤を説明しようとしていたら、葛藤と去勢コンプレックスの動機を性的嫉妬ではなく資源配分の問題に帰したであろう。
ちなみに、k=1またはk=2の場合、時間が経過しても親あたりの平均子孫数は一定のままである。k<1またはk>2の場合、時間の経過とともに親あたりの平均子孫数は増加する。
「遺伝子」という用語は、生物のDNA上の特定の形質をコードする部分である「遺伝子座」（位置）を指すことがある。その位置でのコードの別バージョンを「対立遺伝子」と呼ぶ。ある遺伝子座に利他主義をコードする対立遺伝子と利己主義をコードする対立遺伝子の2つがある場合、それぞれ1つずつ持つ個体はその遺伝子座でヘテロ接合体であると言われる。ヘテロ接合体が自分の子を育てるのに半分のリソースを使い、残りの半分を兄弟姉妹が子を育てるのを助けるのに使う場合、その状態は共優性と呼ばれる。共優性がある場合、上記の議論の「2」は正確に2である。対照的に、利他主義の対立遺伝子がより優性である場合、上記の2は2より小さい数に置き換えられる。利己主義の対立遺伝子がより優性である場合、2より大きい数が2に取って代わる。

## 対立する見解
2010年のマーティン・ノヴァク、コリーナ・タルニタ、E・O・ウィルソンによる論文は、標準的な自然選択理論は包括適応度理論よりも優れていると示唆し、コストと利益の相互作用は血縁関係の観点からのみでは説明できないと述べている。ノヴァクによれば、これによりハミルトンの法則は最悪の場合は余分なものであり、最良の場合はアドホックなものとなる。一方、ガードナーはこの論文を「本当にひどい記事」と評し、他の共著者とともに返答を書き、Natureに提出した。
ノヴァクら（2010）以前の研究では、様々な著者がハミルトンの法則を保持するように設計された{\displaystyle r}の公式の異なるバージョンを導き出した。オーロヴは、{\displaystyle r}の公式がハミルトンの法則を保持するように定義されている場合、そのアプローチは定義上アドホックであると指摘した。しかし、彼は、選択率に関する2つの記述を保持するように設計された、{\displaystyle r}の同じ公式の無関係な導出を発表した。これは、それ自体が同様にアドホックであった。オーロヴは、{\displaystyle r}の公式の2つの無関係な導出の存在は、その公式の、そして包括適応度理論のアドホックな性質を減少させるか排除すると論じた。これらの導出は、{\displaystyle r}の2つの同一の公式の対応する部分が異なる個体の遺伝子型から導出されることにより、無関係であることが示された。異なる個体の遺伝子型から導出された部分は、{\displaystyle r}の公式の2つのバージョンの共分散のマイナス符号の右側の項であった。対照的に、両方の導出でマイナス符号の左側の項は同じ出所から来ている。
エンゲルス（1982）は、c/b比をこの行動形質の不連続ではなく連続体とみなすことを提案した。このアプローチでは、適応度の取引をより良く観察できる。なぜなら、個体の適応度に影響を与えるために起こっていることは、単に失うことと得ることだけではないからである。